# The Rise and Fall of Ziggy Stardust and the Spiders from Mars
The Rise and Fall of Ziggy Stardust and The Spiders from Mars este un album conceptual din 1972 al muzicianului Englez de rock, David Bowie. A atins locul 5 în Regatul Unit și locul 75 în Statele Unite în clasamentul Billboard. Un film-concert cu același nume în regia lui D.A. Pennebaker a fost lansat în 1973.

## Tracklist
1. "Five Years" (4:43)
2. "Soul Love" (3:33)
3. "Moonage Daydream" (4:35)
4. "Starman" (4:16)
5. "It Ain't Easy" (Ron Davies) (2:56)
6. "Lady Stardust" (3:20)
7. "Star" (2:47)
8. "Hang on to Yourself" (2:37)
9. "Ziggy Stardust" (3:13)
10. "Suffragette City" (3:19)
11. "Rock 'n' Roll Suicide" (2:57)

- Toate cântecele au fost scrise de David Bowie cu excepția celor notate.

## Single-uri
- "Moonage Daydream" (1971)
- "Starman" (1972)
- "Rock 'n' Roll Suicide" (1974)
- "Suffragette City" (1976)